# Cirque de Reims
Le Manège, scène nationale-Reims est une salle de spectacle qui comprend un théâtre de 475 places et un cirque en dur de 800 places. Cet ensemble exceptionnel bâti dans la seconde moitié du XIXe siècle témoigne de l’histoire de la ville et de son inscription dans le présent en accueillant au quotidien des formes vivantes et contemporaines ainsi qu’un public curieux de les découvrir.
Le Manège, scène nationale-Reims est une association loi de 1901 créée le 20 octobre 1999. Elle est subventionnée par la ville de Reims, le ministère de la Culture et de la Communication, le département de la Marne et bénéficie du soutien de la région Grand-Est.

## Activité
Lieu de spectacle vivant dirigé par Bruno Lobé depuis la rentrée 2015, le Manège mène un projet pluridisciplinaire consacré aux arts du mouvement que sont la danse, le cirque, les arts de la marionnette ainsi que les formes situées au croisement de ces disciplines. Cette orientation “100 % mouvement“ le distingue fortement tant au niveau national que régional et local. Un temps fort autour de la création contemporaine, Born to be a live, se déroule tous les ans en novembre.
En tant que scène nationale labellisée par l’État, le Manège a pour missions de soutenir la création en s’affirmant comme un lieu de production artistique de référence dans le domaine du spectacle vivant, de proposer une programmation pluridisciplinaire en privilégiant la création contemporaine, de participer à la dynamique culturelle de son territoire et de favoriser l’accès à la culture pour la population prise dans sa plus grande diversité, ceci en s’appuyant sur un important programme d’actions culturelles. Le champ d’activité du Manège est aussi bien local - dans la ville et ses quartiers et vers les territoires ruraux - que national et international.
Toutes ces actions reposent sur une présence artistique forte, avec deux compagnies associées pour trois ans et deux artistes en compagnonnage pour la saison 2020/2021.

## Histoire
C'est l'un des derniers cirques en dur construit en 1865, celui-ci le fut par Narcisse Brunette et accueillait déjà maint spectacle comme de la boxe mais aussi des réunions publiques.
Il fut grandement endommagé lors de la Première Guerre mondiale et le cirque a perdu ses décors à l'antique aujourd'hui remplacés par un décor bleu et ocre rehaussé d'or. Il est de brique rouge et de pierre calcaire, son toit est porté par seize piliers de fonte pour un diamètre de 33 m. Restauré au début des années 1980, il peut accueillir 1 300 personnes.
Le manège a lui une salle modulable de 183 à 275 mètres carrés pour 609 spectateurs.
Restauré en 1984, il fut aménagé en 1990 pour devenir la salle multi-activités d'aujourd'hui. Pour en protéger l'intérêt architectural et culturel, les façades et toitures du manège, ainsi que la grille extérieure, sont sous une protection juridique : cet ensemble fait l’objet d’une inscription au titre des monuments historiques depuis le 20 mai 1994. L’acoustique du théâtre du manège, son confort et la souplesse de son utilisation, en font un des lieux de spectacles les plus agréables de la ville, tant pour les artistes que pour le public. Avec le cirque, il est inscrit à l’inventaire supplémentaire des monuments historiques

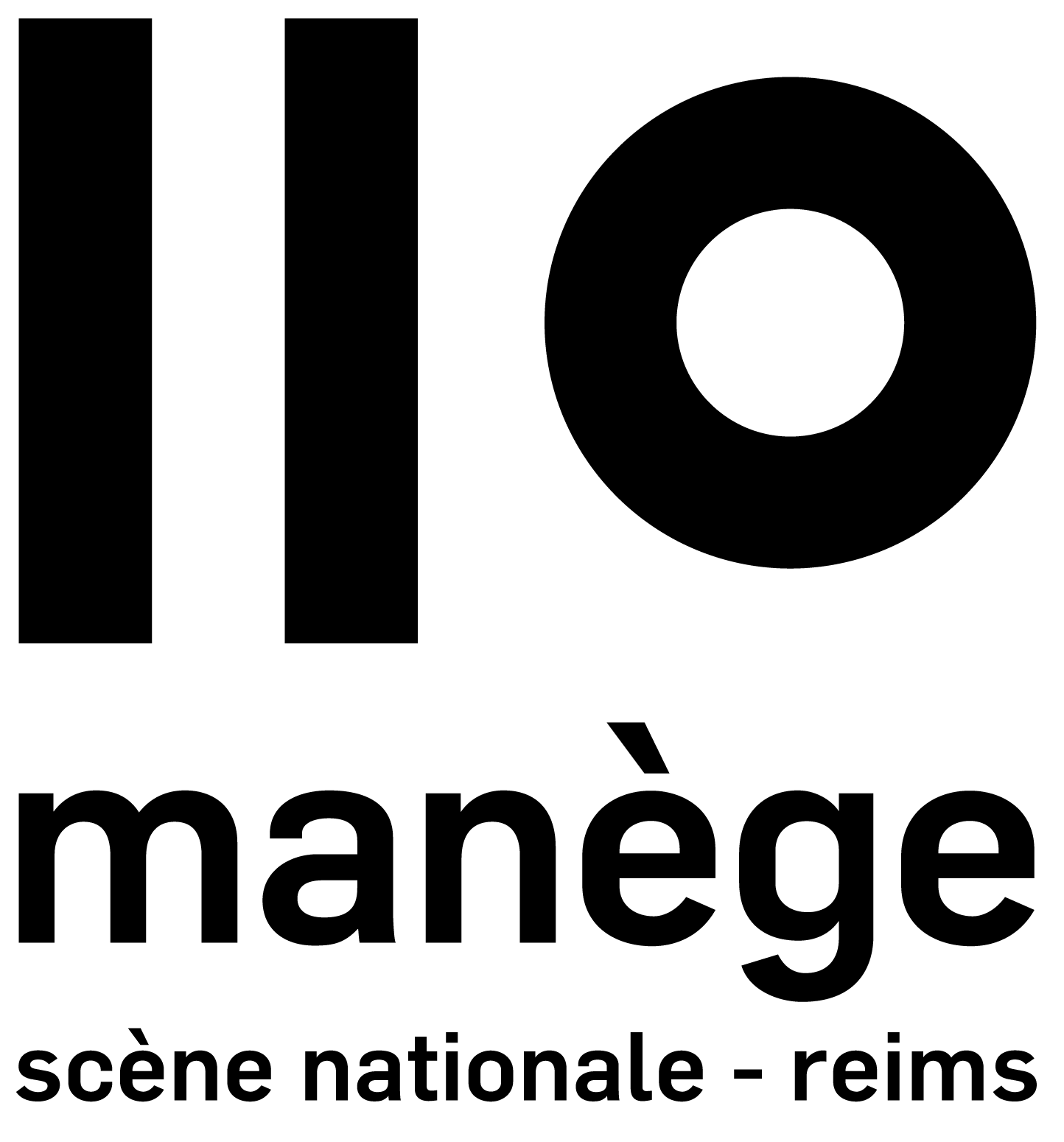
Logo du Manège, créé par l'agence Signélazer.

Il se trouve boulevard du Général-Leclerc dans le cadre du parc de la Patte d'oie. 
Il est dirigé depuis avril 2015 par Bruno Lobé.
Participe à la création de Festival Reims Scènes d'Europe, et d’un temps fort et convivial autour de la création contemporaine : Born to be a live.

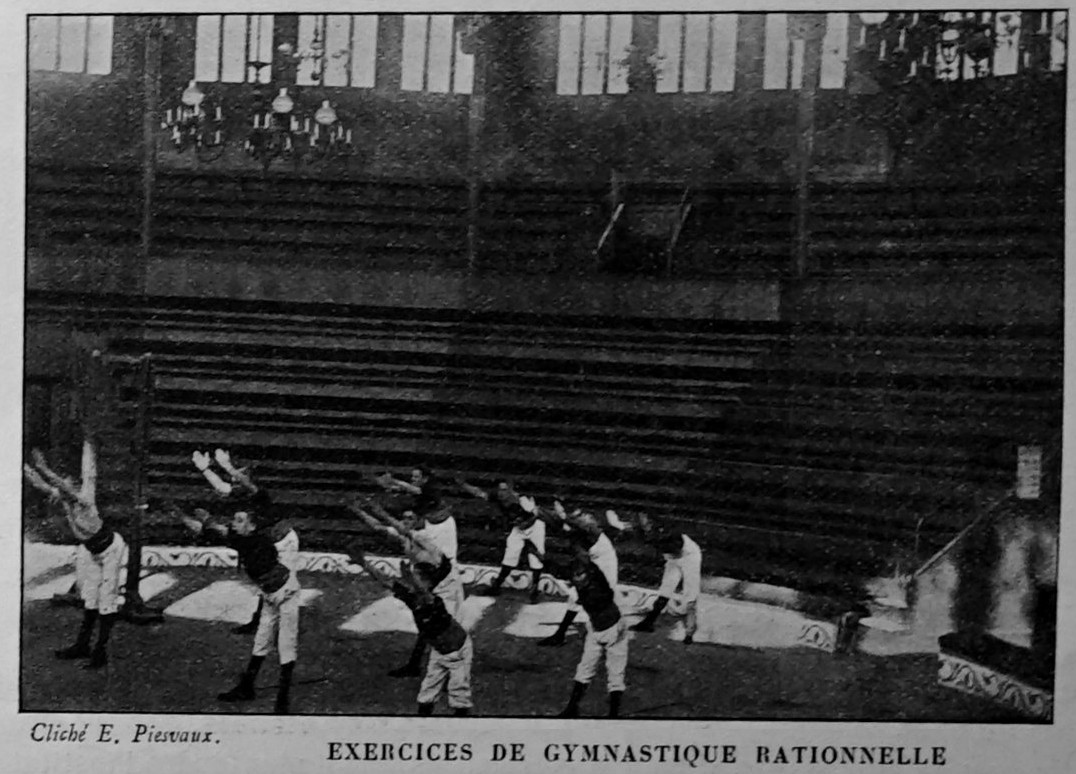
Fête de gymnastique en 1904.
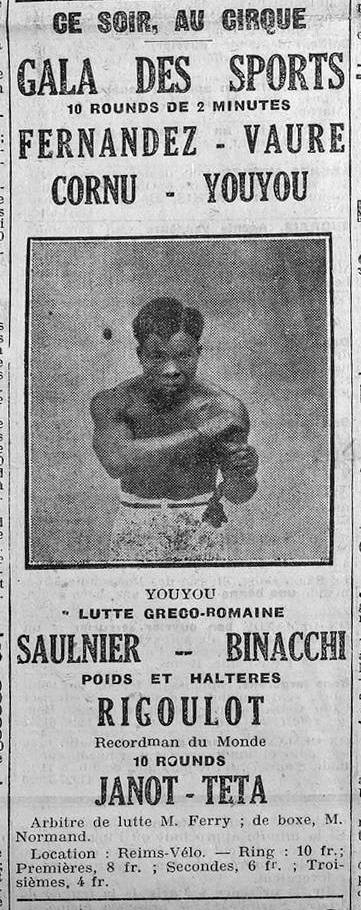
Boxe, lutte en 1924.
m o b i l e s de Jérôme Brabant dans le cadre du festival Que vive l'été ! #1 en 2020© Alain Julien.

## Concerts
Se sont produits au cirque :
- Noir Desir le 20 février 1993
- Marillion le 3 mai 1994, suivi de l'ex-chanteur du groupe Fish le 6 juin 1995
- Dionysos le 25 octobre 2002
- Tindersticks et Venus le 24 octobre 2003

## Galerie
Le site :

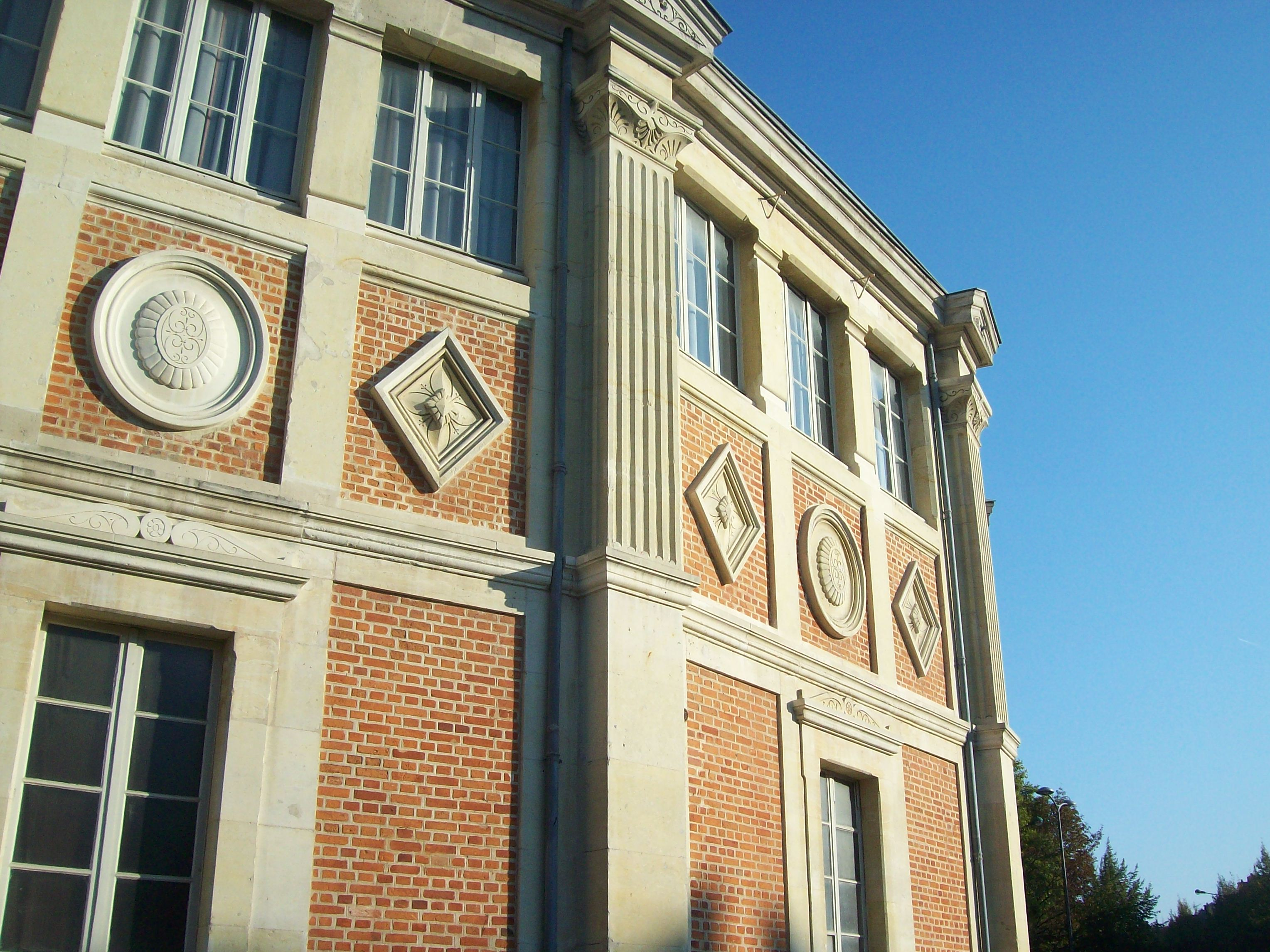
Façade du Cirque.
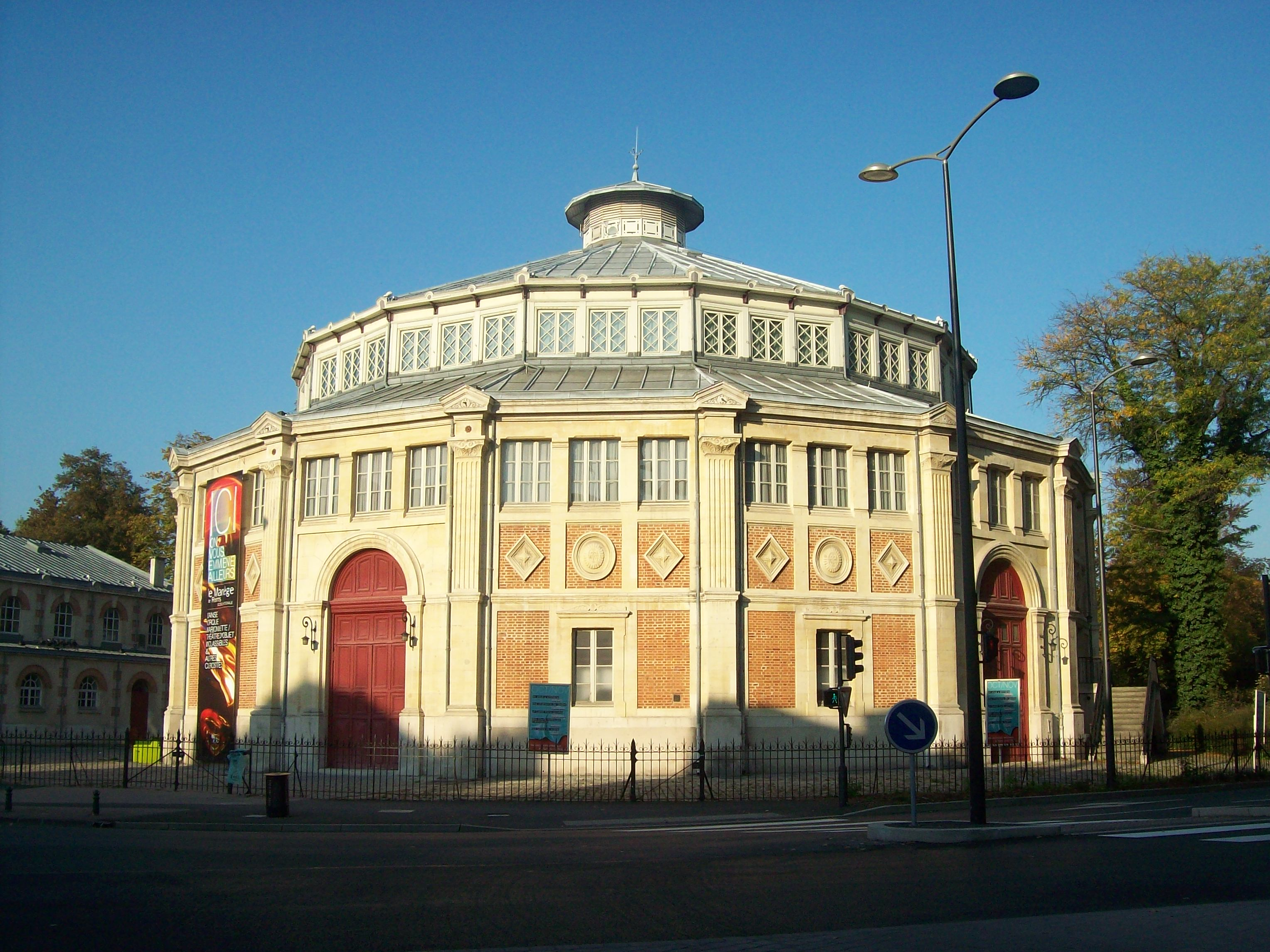
Le Cirque.
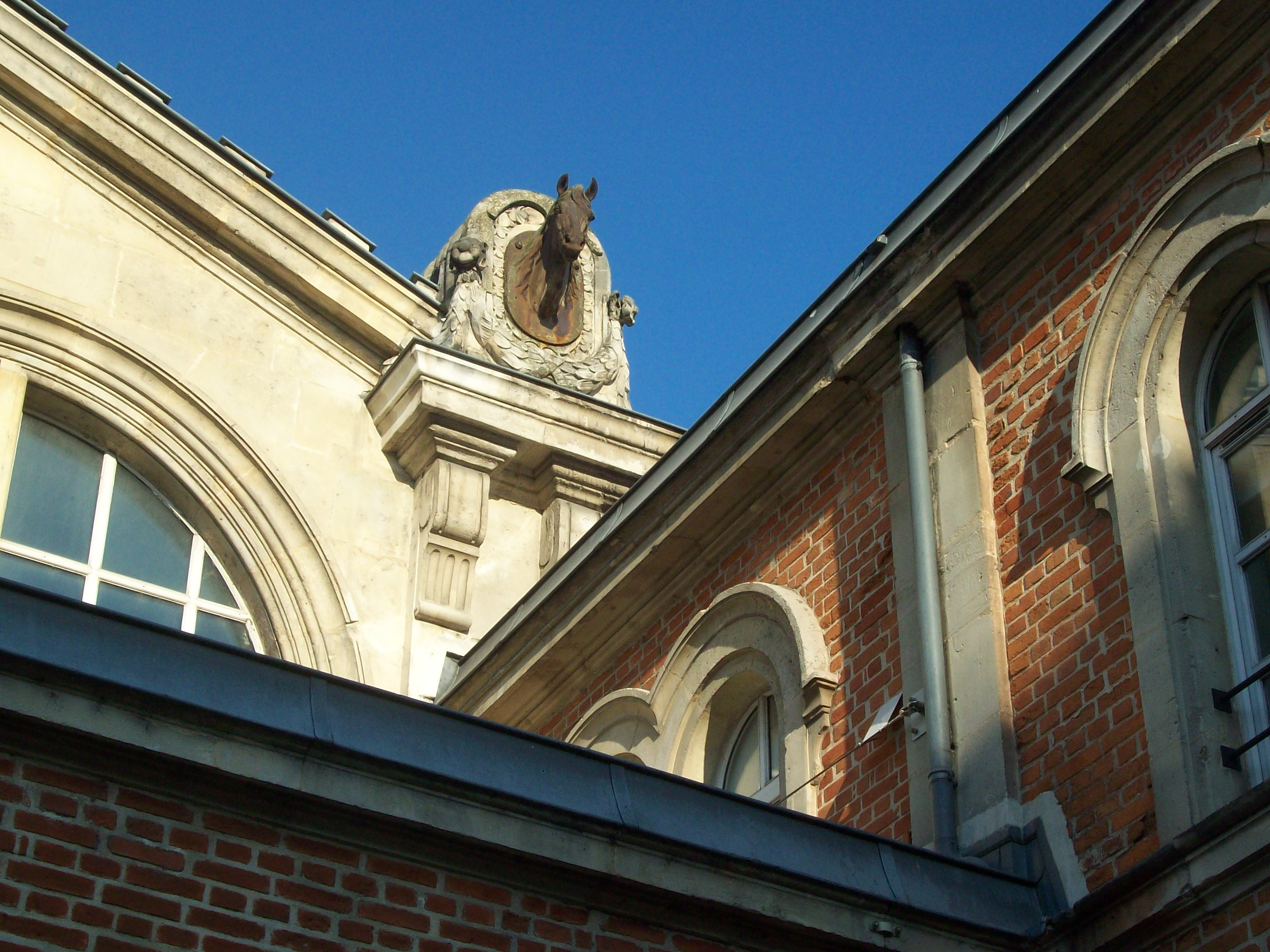
Détail du Manège.